# Estação Ploshchad Marksa
Ploshchad Marksa (em russo:  Площадь Маркса) é uma estação terminal da linha Leninskaia (Linha 1) do Metro de Novosibirsk, na Rússia. Estação «Ploshchad Marksa» está localizada após a estação «Studentcheskaia».